# Idaea invocata
Idaea invocata är en fjärilsart som beskrevs av Louis Beethoven Prout 1922. Idaea invocata ingår i släktet Idaea och familjen mätare. Inga underarter finns listade i Catalogue of Life.